# 9. Biathlon-Weltcup 2022/23 (Oslo)
Das Weltcupfinale der Biathlonsaison 2022/23 fand traditionell auf dem Holmenkollen nordwestlich der norwegischen Hauptstadt Oslo statt. Die Wettkämpfe in der Holmenkollen nasjonalanlegg, dem Veranstaltungsort der Weltmeisterschaften 2016, wurden vom 13. bis 19. März 2023 ausgetragen.
Aufgrund starkem Nebels und den dementsprechenden Sichtproblemen wurde der Sprint der Damen nicht am Freitagnachmittag, sondern am Samstag nach dem Verfolgungsrennen der Männer ausgetragen. Dies hatte zur Folge, dass der Verfolger der Damen abgesagt wurde und der Sieger der kleinen Kristallkugel schon vor dem Wettkampf feststand.
Im Verlauf der Wettkämpfe gaben einige Athleten ihr Karriereende bekannt, die erfolgreichsten davon waren Tiril Eckhoff, Marte Olsbu Røiseland, Denise Herrmann-Wick und Anaïs Chevalier-Bouchet, die in der Vergangenheit allesamt Weltmeisterschafts- und Olympiamedaillen gewannen.

## Wettkampfprogramm
| Datum        | Männer    | Männer               | Frauen    | Frauen                     |
| ------------ | --------- | -------------------- | --------- | -------------------------- |
| Do, 16.03.23 | 15:15 Uhr | Sprint (10 km)       |           |                            |
| Fr, 17.03.23 |           |                      | 15:20 Uhr | (Sprint (7,5 km) abgesagt) |
| Sa, 18.03.23 | 12:45 Uhr | Verfolgung (12,5 km) | 15:00 Uhr | Sprint (7,5 km)            |
| So, 19.03.23 | 12:50 Uhr | Massenstart (15 km)  | 15:10 Uhr | Massenstart (12,5 km)      |

## Teilnehmende Nationen und Athleten
| Nation                | Anzahl               | Athlet | Athletin |
| Europa (24 Nationen)  | Europa (24 Nationen) | Europa (24 Nationen) | Europa (24 Nationen) |
| --------------------- | -------------------- | --- | --- |
| Belgien               | 3+2                  | César Beauvais, Florent Claude, Thierry Langer | Maya Cloetens, Lotte Lie |
| Bulgarien             | 3+2                  | Wladimir Iliew, Anton Sinapow, Blagoj Todew | Lora Christowa, Walentina Dimitrowa |
| Deutschland           | 8+8                  | Benedikt Doll, Lucas Fratzscher, Philipp Horn, Johannes Kühn, Philipp Nawrath, Roman Rees, Justus Strelow, David Zobel                                                      | Selina Grotian, Denise Herrmann-Wick, Janina Hettich-Walz, Hanna Kebinger, Sophia Schneider, Lisa Spark, Vanessa Voigt, Anna Weidel                                       |
| Estland               | 4+4                  | Robert Heldna, Tuudor Palm, Raido Ränkel, Kristo Siimer | Susan Külm, Regina Ermits, Johanna Talihärm, Tuuli Tomingas |
| Finnland              | 5+5                  | Tuomas Harjula, Olli Hiidensalo, Otto Invenius, Jaakko Ranta, Tero Seppälä                                                                                                  | Erika Jänkä, Noora Kaisa Keränen, Nastassja Kinnunen, Sonja Leinamo, Suvi Minkkinen                                                                                       |
| Frankreich            | 5+8                  | Fabien Claude, Quentin Fillon Maillet, Antonin Guigonnat, Oscar Lombardot, Éric Perrot                                                                                      | Paula Botet, Sophie Chauveau, Chloé Chevalier, Anaïs Chevalier-Bouchet, Caroline Colombo, Gilonne Guigonnat, Lou Jeanmonnot, Julia Simon                                  |
| Griechenland          | 1                    | Apostolos Angelis | |
| Grönland              | 1                    | | Ukaleq Astri Slettemark |
| Italien               | 5+6                  | Didier Bionaz, Patrick Braunhofer, Daniele Cappellari, Tommaso Giacomel, Elia Zeni                                                                                          | Hannah Auchentaller, Michela Carrara, Samuela Comola, Rebecca Passler, Lisa Vittozzi, Dorothea Wierer                                                                     |
| Kroatien              | 1+1                  | Krešimir Crnković | Anika Kožica |
| Lettland              | 3+2                  | Renārs Birkentāls, Edgars Mise, Andrejs Rastorgujevs | Baiba Bendika, Annija Sabule |
| Litauen               | 4+2                  | Karol Dombrovski, Maksim Fomin, Tomas Kaukėnas, Vytautas Strolia | Gabrielė Leščinskaitė, Natalija Kočergina |
| Moldau                | 2+2                  | Pawel Magasejew, Maxim Makarow | Alla Ghilenko, Alina Stremous |
| Norwegen              | 9+8                  | Aleksander Fjeld Andersen, Johannes Thingnes Bø, Tarjei Bø, Vetle Sjåstad Christiansen, Johannes Dale, Einar Hedegart, Sturla Holm Lægreid, Endre Strømsheim, Vebjørn Sørum | Juni Arnekleiv, Ragnhild Femsteinevik, Marthe Kråkstad Johansen, Maren Kirkeeide, Karoline Offigstad Knotten, Ida Lien, Marte Olsbu Røiseland, Ingrid Landmark Tandrevold |
| Österreich            | 4+5                  | Simon Eder, David Komatz, Harald Lemmerer, Dominic Unterweger | Anna Gandler, Lisa Hauser, Anna Juppe, Tamara Steiner, Dunja Zdouc |
| Polen                 | 3+3                  | Tomasz Jakieła, Andrzej Nędza-Kubiniec, Woicjech Skorusa | Joanna Jakieła, Anna Mąka, Natalia Sidorowicz |
| Rumänien              | 3+2                  | George Buta, George Colțea, Dmitri Schamajew | Anastassija Tolmatschowa, Jelena Tschirkowa |
| Schweden              | 6+7                  | Oskar Brandt, Peppe Femling, Jesper Nelin, Martin Ponsiluoma, Henning Sjökvist, Malte Stefansson                                                                            | Sara Andersson, Mona Brorsson, Ella Halvarsson, Anna Magnusson, Elvira Öberg, Hanna Öberg, Linn Persson                                                                   |
| Schweiz               | 5+5                  | Joscha Burkhalter, Dajan Danuser, Niklas Hartweg, Sebastian Stalder, Serafin Wiestner                                                                                       | Amy Baserga, Aita Gasparin, Elisa Gasparin, Lena Häcki-Groß, Lydia Hiernickel                                                                                             |
| Slowakei              | 1+3                  | Michal Šíma | Paulína Bátovská Fialková, Ivona Fialková, Zuzana Remeňová |
| Slowenien             | 5+3                  | Miha Dovžan, Jakov Fak, Lovro Planko, Rok Tršan, Anton Vidmar | Polona Klemenčič, Živa Klemenčič, Anamarija Lampič |
| Spanien               | 1                    | Roberto Piqueras | |
| Tschechien            | 5+5                  | Michal Krčmář, Jonáš Mareček, Tomáš Mikyska, Jakub Štvrtecký, Adam Václavík                                                                                                 | Lucie Charvátová, Markéta Davidová, Jessica Jislová, Tereza Vinklárková, Tereza Voborníková                                                                               |
| Ukraine               | 5+5                  | Anton Dudtschenko, Denys Nassyko, Artem Pryma, Artem Tyschtschenko, Bohdan Zymbal                                                                                           | Olena Bilossjuk, Darija Blaschko, Julija Dschyma, Ljubow Kypiatschenkowa, Anastassija Merkuschyna                                                                         |
| Amerika (2 Nationen)  |                      | | |
| Kanada                | 2+2                  | Christian Gow, Adam Runnalls | Emma Lunder, Nadia Moser |
| Vereinigte Staaten    | 4+4                  | Vincent Bonacci, Jake Brown, Sean Doherty, Maxime Germain | Kelsey Dickinson, Deedra Irwin, Chloe Levins, Joanne Reid |
| Asien (4 Nationen)    |                      | | |
| Japan                 | 4+3                  | Shohei Kodama, Keita Nagaoka, Kiyomasa Ojima, Mikito Tachizaki | Hikaru Fukuda, Aoi Sato, Fuyuko Tachizaki |
| Kasachstan            | 3+2                  | Ässet Düissenow, Wladislaw Kirejew, Alexander Muchin | Ljudmila Achatowa, Anastassija Kondratjewa |
| Südkorea              | 2+2                  | Choi Du-jin, Timofei Lapschin | Jekaterina Awwakumowa, Ko Eun-jung |
| Volksrepublik China   | 2+2                  | Guoqiang Ma, Yan Xingyuan | Chu Yuanmeng, Wen Ying |
| Ozeanien (2 Nationen) |                      | | |
| Australien            | 1                    | | Darcie Morton |
| Neuseeland            | 1                    | Campbell Wright | |

## Ausgangslage
Im letzten Weltcup einer Saison werden immer, von den regulären Startplätzen unabhängig, zusätzliche Quotenplätze vergeben. Diese gelten für die Top 10 der Gesamtwertung des IBU-Cups (wer startet, entscheidet der Verband) und für die beiden erfolgreichsten Teilnehmer pro Geschlecht bei den Juniorenweltmeisterschaften, hier also Einar Hedegart und Selina Grotian.

Als Führende der Gesamtwertung gingen uneinholbar Johannes Thingnes Bø und Julia Simon an den Start. Bereits in der Vorwoche gab Sebastian Samuelsson an, auch in Oslo nicht an den Start zu gehen und hat damit seine Saison vorzeitig beendet.

Die zusätzlichen Startplätze im deutschen Team gingen an Lisa Spark, Lucas Fratzscher und Philipp Horn, die für den letzten Startplatz in Frage gekommene Marion Wiesensarter musste aus gesundheitlichen Gründen zurückziehen. Ebenfalls ihren Start absagen musste kurz vor Wettkampfbeginn Sophia Schneider, sie war nach ihrer Erkrankung laut Mannschaftsarzt Jan Wüstenfeld noch nicht wieder wettkampfbereit. In der Schweizer Mannschaft war Joscha Burkhalter zurück im Team, Patrick Jakob wurde bei den Österreichern wieder aus dem Aufgebot gestrichen.

## Ergebnisse
| 9. Weltcup in Oslo, 12. bis 18. März 2023 | 9. Weltcup in Oslo, 12. bis 18. März 2023 | 9. Weltcup in Oslo, 12. bis 18. März 2023 | 9. Weltcup in Oslo, 12. bis 18. März 2023 | 9. Weltcup in Oslo, 12. bis 18. März 2023 |
| ----------------------------------------- | ----------------------------------------- | ----------------------------------------- | ----------------------------------------- | ----------------------------------------- |
| Datum                                     | Disziplin                                 | Erster Platz                              | Zweiter Platz                             | Dritter Platz                             |
| 16. März 2023 (Do.)                       | Sprint (10 km)                            | Johannes Thingnes Bø                      | Martin Ponsiluoma                         | Benedikt Doll                             |
| 17. März 2023 (Fr.)                       | Sprint (7,5 km)                           | Denise Herrmann-Wick                      | Hanna Öberg                               | Anna Magnusson                            |
| 18. März 2023 (Sa.)                       | Verfolgung (12,5 km)                      | Johannes Thingnes Bø                      | Quentin Fillon Maillet                    | Sturla Holm Lægreid                       |
| 18. März 2023 (Sa.)                       | Verfolgung (10 km)                        | abgesagt                                  | abgesagt                                  | abgesagt                                  |
| 19. März 2023 (So.)                       | Massenstart (15 km)                       | Johannes Thingnes Bø                      | Niklas Hartweg                            | Vetle Sjåstad Christiansen                |
| 19. März 2023 (So.)                       | Massenstart (12,5 km)                     | Hanna Öberg                               | Marte Olsbu Røiseland                     | Anaïs Chevalier-Bouchet                   |

## Verlauf

### Sprint

#### Männer
Start: Donnerstag, 16. März 2023, 15:15 Uhr
| Platz | Sportler                   | Zeit        | Schießfehler |
| ----- | -------------------------- | ----------- | ------------ |
| 1     | Johannes Thingnes Bø       | 25:13,0 min | 0+1          |
| 2     | Martin Ponsiluoma          | +23,9       | 0+0          |
| 3     | Benedikt Doll              | +28,9       | 0+0          |
| 4     | Andrejs Rastorgujevs       | +46,5       | 0+1          |
| 5     | Sturla Holm Lægreid        | +48,0       | 0+0          |
| 6     | Johannes Kühn              | +55,9       | 0+0          |
| 7     | Quentin Fillon Maillet     | +56,6       | 0+0          |
| 8     | Vetle Sjåstad Christiansen | +1:02,4     | 1+0          |
| 9     | Philipp Nawrath            | +1:05,9     | 0+1          |
| 10    | Michal Krčmář              | +1:10,1     | 0+0          |
| 11    | Simon Eder                 | +1:14,2     | 0+0          |
| 0     |                            |             |              |
| 14    | Tommaso Giacomel           | +1:15,7     | 1+0          |
| 18    | Roman Rees                 | +1:24,5     | 1+0          |
| 21    | David Komatz               | +1:31,0     | 1+0          |
| 24    | Philipp Horn               | +1:36,5     | 0+0          |
| 26    | David Zobel                | +1:39,3     | 1+0          |
| 27    | Lucas Fratzscher           | +1:39,4     | 0+2          |
| 31    | Sebastian Stalder          | +1:44,8     | 0+1          |
| 32    | Niklas Hartweg             | +1:49,5     | 0+0          |
| 36    | Justus Strelow             | +1:55,8     | 0+0          |
| 41    | Serafin Wiestner           | +2:16,2     | 0+2          |
| 46    | Thierry Langer             | +2:20,4     | 2+0          |
| 55    | Daniele Cappellari         | +2:35,8     | 1+0          |
| 63    | Harald Lemmerer            | +2:53,2     | 1+2          |
| 74    | Patrick Braunhofer         | +3:04,3     | 0+2          |
| 78    | Joscha Burkhalter          | +3:11,3     | 2+0          |
| 82    | Didier Bionaz              | +3:20,6     | 1+2          |
| 88    | Dominic Unterweger         | +3:37,1     | 2+1          |
| 89    | Dajan Danuser              | +3:37,4     | 1+2          |
| 92    | César Beauvais             | +4:04,2     | 0+2          |
| DNF   | Elia Zeni                  |             | 0+2          |

Gemeldet: 109
Nicht am Start:  Krešimir Crnković
Nicht beendet:  Elia Zeni
Ungeschlagen beendete Johannes Thingnes Bø die Sprintsaison und gewann somit ohne Konkurrenz die Disziplinenwertung. In diesem Rennen setzte er sich vor den am Schießstand fehlerfreien Martin Ponsiluoma und Benedikt Doll durch, Andrejs Rastorgujevs verlor einen Podestplatz mit dem letzten Schuss. Für Johannes Kühn, Philipp Nawrath und Simon Eder gab es gute Ergebnisse, die Schweizer Athleten und Justus Strelow enttäuschten dagegen eher. Aleksander Fjeld Andersen und Florent Claude verpassten gar das Verfolgungsrennen. Persönliche Bestergebnisse erzielten Otto Invenius (12.), Toni Vidmar (15.), Vebjørn Sørum (23.) und George Colțea (30.), für den Debütanten und erfolgreichsten JWM-Athleten Einar Hedegart gab es nach zwei fehlerlosen Schießeinlagen mit dem 28. Rang ebenfalls Weltcuppunkte.

#### Frauen
Start: Samstag, 18. März 2023, 15:00 Uhr
| Platz | Sportler                | Zeit        | Schießfehler |
| ----- | ----------------------- | ----------- | ------------ |
| 1     | Denise Herrmann-Wick    | 21:06,5 min | 0+0          |
| 2     | Hanna Öberg             | +3,5        | 0+0          |
| 3     | Anna Magnusson          | +33,1       | 0+0          |
| 4     | Chloé Chevalier         | +33,4       | 0+0          |
| 5     | Julia Simon             | +39,3       | 0+1          |
| 6     | Tereza Voborníková      | +42,7       | 0+0          |
| 7     | Lisa Vittozzi           | +43,3       | 1+0          |
| 8     | Janina Hettich-Walz     | +43,7       | 0+0          |
| 9     | Anaïs Chevalier-Bouchet | +58,9       | 1+1          |
| 10    | Markéta Davidová        | +59,1       | 1+1          |
| 0     |                         |             |              |
| 13    | Anna Gandler            | +1:03,2     | 1+0          |
| 17    | Hanna Kebinger          | +1:06,1     | 1+0          |
| 20    | Lena Häcki-Groß         | +1:10,4     | 2+0          |
| 23    | Dorothea Wierer         | +1:21,3     | 1+0          |
| 30    | Rebecca Passler         | +1:31,9     | 0+1          |
| 34    | Anna Juppe              | +1:37,3     | 0+1          |
| 36    | Maya Cloetens           | +1:39,7     | 0+0          |
| 38    | Samuela Comola          | +1:40,5     | 0+1          |
| 40    | Dunja Zdouc             | +1:41,6     | 0+1          |
| 41    | Vanessa Voigt           | +1:43,5     | 0+0          |
| 44    | Selina Grotian          | +1:47,8     | 0+2          |
| 47    | Michela Carrara         | +1:56,4     | 2+1          |
| 49    | Elisa Gasparin          | +2:01,4     | 1+1          |
| 50    | Lotte Lie               | +2:09,5     | 1+1          |
| 51    | Aita Gasparin           | +2:09,6     | 1+2          |
| 53    | Lisa Spark              | +2:11,0     | 0+0          |
| 63    | Tamara Steiner          | +2:23,9     | 0+1          |
| 65    | Lisa Hauser             | +2:26,6     | 2+2          |
| 68    | Amy Baserga             | +2:36,4     | 1+1          |
| 82    | Anna Weidel             | +3:03,7     | 2+1          |
| 85    | Hannah Auchentaller     | +3:17,1     | 1+4          |
| 96    | Lydia Hiernickel        | +4:10,6     | 2+4          |

Gemeldet und am Start: 104
Nicht beendet:  Darcie Morton
Im vorletzten Rennen ihrer Karriere triumphierte Denise Herrmann-Wick noch einmal, mit der schnellsten Laufzeit verwies sie Hanna Öberg und Anna Magnusson auf die Plätze zwei und drei und entschied durch das durchschnittliche Abschneiden Dorothea Wierers auch die kleine Kristallkugel für sich. Hervorragende Ergebnisse unter den besten Zehn gab es für Tereza Voborníková und Janina Hettich-Walz, auch Anna Gandler und Hanna Kebinger überzeugten mit Top-20-Resultaten trotz Schießfehlers. Enttäuschend verlief das Rennen für Athleten wie Vanessa Voigt, Linn Persson (43., gestürzt) oder Paulína Bátovská Fialková (52.); Ida Lien, Lisa Hauser und Elvira Öberg hätten den Verfolger gar komplett verpasst. Die schnellste Laufzeit lieferte einmal mehr Anamarija Lampič, sie tat es aber ihrer ehemaligen Skilanglaufkollegin Lydia Hiernickel gleich und musste ganze sechs Mal die Strafrunde laufen. Karrierebestleistungen im Weltcup gab es für Suvi Minkkinen (11.), Paula Botet (21.), Maren Kirkeeide (25.) und Maya Cloetens (36.), bei ihrem Debüt liefen Marthe Kråkstad Johansen (18.) und Sara Andersson (31.) sofort deutlich in die Punkteränge. Das letzte Rennen ihrer Karriere bestritten Nastassja Kinnunen und Fuyuko Tachizaki.

### Verfolgung

#### Männer
Start: Samstag, 18. März 2023, 12:45 Uhr
| Platz | Sportler               | Zeit        | Schießfehler |
| ----- | ---------------------- | ----------- | ------------ |
| 1     | Johannes Thingnes Bø   | 32:34,0 min | 0+0+1+0      |
| 2     | Quentin Fillon Maillet | +32,7       | 0+0+0+0      |
| 3     | Sturla Holm Lægreid    | +49,1       | 0+0+0+1      |
| 4     | Benedikt Doll          | +55,3       | 0+1+1+0      |
| 5     | Fabien Claude          | +1:00,4     | 1+0+0+0      |
| 6     | Niklas Hartweg         | +1:08,1     | 0+0+0+0      |
| 7     | Martin Ponsiluoma      | +1:19,5     | 3+0+1+0      |
| 8     | Simon Eder             | +1:25,1     | 1+0+0+0      |
| 9     | Michal Krčmář          | +1:27,5     | 0+0+1+0      |
| 10    | Tero Seppälä           | +1:27,8     | 0+1+0+1      |
| 11    | Tommaso Giacomel       | +1:27,9     | 0+0+1+1      |
| 0     |                        |             |              |
| 14    | Philipp Nawrath        | +2:06,3     | 0+0+1+1      |
| 16    | David Komatz           | +2:07,5     | 2+0+0+0      |
| 20    | Roman Rees             | +2:25,5     | 1+0+1+0      |
| 21    | Lucas Fratzscher       | +2:36,4     | 0+1+1+1      |
| 27    | David Zobel            | +3:03,1     | 0+1+1+1      |
| 36    | Sebastian Stalder      | +3:43,9     | 0+1+2+0      |
| 42    | Thierry Langer         | +4:31,8     | 2+1+1+0      |
| 44    | Daniele Cappellari     | +4:40,0     | 0+0+1+0      |
| 49    | Serafin Wiestner       | +5:04,8     | 1+0+0+4      |
| 50    | Johannes Kühn          | +5:08,3     | 1+2+3+3      |
| 52    | Philipp Horn           | +5:14,6     | 2+2+1+1      |
| DNS   | Justus Strelow         |             |              |

Gemeldet: 60
Nicht am Start: 3
Mit sechs von sieben gewonnenen Verfolgungsrennen stellte Johannes Thingnes Bø auch hier den Rekord Martin Fourcades ein, dahinter stellte Quentin Fillon Maillet sein bestes Saisonergebnis ein, Sturla Holm Lægreid komplettierte das Podest. Hinter dem besten Deutschen Benedikt Doll holten Fabien Claude und Niklas Hartweg eine jeweils immense Zahl an Positionen auf, für Hartweg bedeutete dies gleichzeitig den Chancenerhalt auf den U-25-Gesamtsieg. Simon Eder und Tero Seppälä überzeugten, eine Enttäuschung mussten hingegen Johannes Kühn und Philipp Horn hinnehmen. Die meisten Plätze holte Peppe Femling heraus, er lief von 45 auf 17 und traf dabei wie Fillon Maillet, Hartweg und Anton Dudtschenko (von 58 auf 39) alle zwanzig Scheiben. Sein Karrierebestergebnis unterbieten konnte erneut der Rumäne George Colțea als 28., Serafin Wiestner bestritt den letzten internationalen Wettkampf seiner Karriere.

#### Frauen
Start: Samstag, 18. März 2023, 15:10 Uhr abgesagt

### Massenstart

#### Männer
Start: Sonntag, 19. März 2023, 12:50 Uhr
| Platz | Sportler                   | Zeit        | Schießfehler |
| ----- | -------------------------- | ----------- | ------------ |
| 1     | Johannes Thingnes Bø       | 38:51,9 min | 1+0+0+1      |
| 2     | Niklas Hartweg             | +26,2       | 0+0+0+0      |
| 3     | Vetle Sjåstad Christiansen | +35,2       | 0+0+0+0      |
| 4     | Quentin Fillon Maillet     | +36,8       | 0+1+0+0      |
| 5     | Sturla Holm Lægreid        | +40,0       | 0+1+0+0      |
| 6     | Martin Ponsiluoma          | +43,0       | 1+2+1+0      |
| 7     | Tarjei Bø                  | +51.2       | 0+0+1+1      |
| 8     | Tero Seppälä               | +1:03,7     | 0+1+1+0      |
| 9     | Sebastian Stalder          | +1:06,1     | 0+0+1+0      |
| 10    | Simon Eder                 | +1:15,1     | 0+0+0+0      |
| 0     |                            |             |              |
| 13    | Roman Rees                 | +1:34,4     | 0+0+0+0      |
| 14    | David Komatz               | +1:42,0     | 0+0+1+0      |
| 17    | David Zobel                | +2:04,6     | 0+1+0+0      |
| 20    | Philipp Nawrath            | +2:08,3     | 0+0+1+2      |
| 21    | Tommaso Giacomel           | +2:16,5     | 1+1+2+1      |
| 24    | Benedikt Doll              | +2:35,2     | 0+2+2+1      |
| 28    | Justus Strelow             | +3:49,8     | 0+0+0+0      |

Gemeldet und am Start: 30
Auch den finalen Wettkampf der Saison entschied Johannes Thingnes Bø für sich. Hinter dem Norweger lief Niklas Hartweg, wie beim saisoneröffnenden Einzel auf den zweiten Platz und überholte damit auf den letzten Metern noch Tommaso Giacomel in der U-25-Wertung. Mit seinem dritten Platz sicherte Vetle Sjåstad Christiansen den Sieg in der Massenstartwertung ab, Sebastian Stalder und Simon Eder klassierten sich zum wiederholten Male in den Top 10. Eine Enttäuschung mussten die deutschen Herren hinnehmen, wegen unterdurchschnittlicher Laufleistungen kam kein Top-10-Resultat zustande. Sein bestes Saisonergebnis erzielte Tero Seppälä als Achter.

#### Frauen
Start: Sonntag, 19. März 2023, 15:10 Uhr
| Platz | Sportler                | Zeit        | Schießfehler |
| ----- | ----------------------- | ----------- | ------------ |
| 1     | Hanna Öberg             | 36:33,5 min | 0+0+0+1      |
| 2     | Marte Olsbu Røiseland   | +22,6       | 0+1+0+0      |
| 3     | Anaïs Chevalier-Bouchet | +43,7       | 1+1+0+1      |
| 4     | Hanna Kebinger          | +46,5       | 0+0+0+1      |
| 5     | Julia Simon             | +56,6       | 0+0+2+2      |
| 6     | Denise Herrmann-Wick    | +57,1       | 1+2+0+0      |
| 7     | Anna Gandler            | +1:09,4     | 1+0+0+2      |
| 8     | Dorothea Wierer         | +1:09,4     | 1+0+0+1      |
| 9     | Anna Magnusson          | +1:23,4     | 0+1+1+1      |
| 10    | Mona Brorsson           | +1:24,1     | 0+1+0+1      |
| 11    | Lisa Hauser             | +1:24,6     | 1+1+1+1      |
| 0     |                         |             |              |
| 13    | Lisa Vittozzi           | +1:38,3     | 0+3+1+0      |
| 14    | Vanessa Voigt           | +1:45,6     | 2+0+0+1      |
| 15    | Janina Hettich-Walz     | +1:47,3     | 0+1+2+0      |
| 21    | Aita Gasparin           | +2:06,2     | 0+0+0+2      |
| 23    | Lena Häcki-Groß         | +2:40,4     | 2+1+1+2      |
| 26    | Elisa Gasparin          | +3:57,4     | 1+1+1+2      |

Gemeldet und am Start: 30
Das letzte Rennen der Saison konnte Hanna Öberg für sich entscheiden, wie Hartweg bei den Männern machte auch sie ihr Ergebnis dem ersten Wettkampf der Saison gleich. Dahinter klassierten sich Anaïs Chevalier-Bouchet und Marte Olsbu Røiseland und erreichten so im letzten Bewerb ihrer Karriere noch ein Podest. Hanna Kebinger ging die Schlussrunde als Dritte an, musste sich von der Französin zwar noch passieren lassen, dennoch war dies das beste Karriereresultat. Ebenfalls ihr Bestergebnis erzielte Anna Gandler als Siebte, Mona Brorsson stellte das beste Saisonresultat auf. Ihren letzten internationalen Wettkampf bestritten neben Chevalier-Bouchet und Røiseland Denise Herrmann-Wick und Mari Eder, auch Tiril Eckhoff beendete mit Abschluss des Winters ihre Karriere.

## Auswirkungen

### Auf den Gesamtweltcup
Den Gesamtweltcupsieg machte Johannes Thingnes Bø, ohne anzutreten, schon in Östersund fest. Damit gewann er die große Kristallkugel zum bereits vierten Mal. Aus dem deutschsprachigen Raum schlossen Niklas Hartweg (11.), Tommaso Giacomel (12.), Sebastian Stalder (17.) und Simon Eder (18.) die Saison unter den besten Zwanzig ab, nächstbester Deutscher war Justus Strelow auf Rang 21. Mit ihren konstanten Leistungen war auch Julia Simon nicht mehr vom Thron des Gesamtsiegers zu verdrängen, für sie war es die mit Abstand erfolgreichste Saison. In den Top 20 klassierten sich Vanessa Voigt (12.) und Lena Häcki-Groß (19.), nächstbeste Österreicherin war Anna Gandler auf Ranglistenplatz 32.
| Rang | Name                       | Punkte | Siege | Verän- derung |
| ---- | -------------------------- | ------ | ----- | ------------- |
| 1    | Johannes Thingnes Bø       | 1589   | 16    |               |
| 2    | Sturla Holm Lægreid        | 1098   | 1     |               |
| 3    | Vetle Sjåstad Christiansen | 935    | 1     |               |
| 4    | Benedikt Doll              | 782    | 1     |               |
| 5    | Martin Ponsiluoma          | 779    | 1     |               |
| 6    | Tarjei Bø                  | 684    | 0     |               |
| 7    | Johannes Dale              | 674    | 1     |               |
| 8    | Quentin Fillon Maillet     | 671    | 0     |               |
| 9    | Roman Rees                 | 658    | 0     |               |
| 10   | Fabien Claude              | 635    | 0     |               |

| Rang | Name                       | Punkte | Siege | Verän- derung |
| ---- | -------------------------- | ------ | ----- | ------------- |
| 1    | Julia Simon                | 1093   | 3     |               |
| 2    | Dorothea Wierer            | 911    | 3     |               |
| 3    | Lisa Vittozzi              | 882    | 1     |               |
| 4    | Denise Herrmann-Wick       | 874    | 3     |               |
| 5    | Elvira Öberg               | 764    | 3     |               |
| 6    | Ingrid Landmark Tandrevold | 731    | 0     |               |
| 7    | Hanna Öberg                | 710    | 2     |               |
| 8    | Anaïs Chevalier-Bouchet    | 670    | 0     |               |
| 9    | Markéta Davidová           | 668    | 0     |               |
| 10   | Lisa Hauser                | 604    | 2     |               |

### Auf den Sprintweltcup
Die Entscheidung um die Sprintwertung der Männer war schon vor dem Rennen gefallen, Johannes Thingnes Bø war bei allen Sprints siegreich und hatte die Kristallkugel schon vor dem letzten Sprint sicher. Rang zwei belegte mit 255 Punkten Rückstand Sturla Holm Lægreid, das Podest komplettierte Martin Ponsiluoma. Mit Benedikt Doll und Roman Rees landeten zwei Deutsche unter den besten Zehn. Niklas Hartweg, Tommaso Giacomel und Simon Eder landeten als bestplatzierte Athleten ihres Landes auf den Positionen 14, 15 und 23.
Bei den Frauen verlief es relativ ähnlich, nur mit einem schlechten Sprint hätte Denise Herrmann-Wick die Sprintkugel gegenüber Dorothea Wierer noch aus den Händen geben können, Dritte wurde Gesamtweltcupsiegerin Julia Simon. Lisa Vittozzi und Lisa Hauser klassierten sich in den Top 10, mit Lena Häcki-Groß und Vanessa Voigt waren zwei weitere deutschsprachige Athletinnen unter den besten Zwanzig zu finden.

### Auf den Verfolgungsweltcup
Durch seine überragende Siegbilanz war auch die Verfolgungswertung der Männer in den Händen von Bø. Mit deutlichem Rückstand von jeweils über 100 Punkten landeten Lægreid und Quentin Fillon Maillet auf dem Podium, der Franzose sicherte sich diesen Platz mit seinem zweiten Rang in Oslo. Mit Doll, Rees und Giacomel klassierten sich drei deutschsprachige Athleten in den Top Ten, auch Hartweg und Eder waren mit den Rängen 11 und 19 unter den besten Zwanzig zu finden.
Die Absage des Damenrennens kam vor allem der zweitplatzierten Elvira Öberg zugute, sie hätte das Verfolgungsrennen nicht antreten können. Die kleine Kristallkugel ging an Julia Simon, die zwei solche Wettkämpfe im Winter gewonnen hat, mit sechs Punkten Vorsprung auf ihre Teamkollegin Vittozzi komplettierte Dorothea Wierer das Podest. Denise Herrmann-Wick klassierte sich als beste Deutsche auf dem fünften Rang, Hauser und Häcki-Groß für Österreich und die Schweiz auf den Positionen 10 und 18.

### Auf den Massenstartweltcup
Vor dem Rennen ging es bei den Männern zwischen vier Athleten um den Sieg in der Massenstartwertung. Durch seinen dritten Platz sicherte sich schlussendlich Vetle Sjåstad Christiansen mit dreißig Punkten Vorsprung vor Johannes Bø die kleine Kristallkugel, das Podest komplettierte Sturla Holm Lægreid, knapp vor Johannes Dale. Benedikt Doll erreichte als bester Deutscher Platz 10, recht überraschend klassierten sich die Schweizer Sebastian Stalder und Niklas Hartweg auf den Rängen 5 und 8. Tommaso Giacomel und Simon Eder liefen auf die Plätze 13 und 14.
Die Wertung bei den Damen ging an Julia Simon, die sich vor Anaïs Chevalier-Bouchet und Dorothea Wierer die kleine Kristallkugel sicherte. Lisa Hauser, Lisa Vittozzi und Vanessa Voigt schlossen ihren Winter unter den besten Zehn ab, Lena Häcki-Groß als beste Schweizerin auf Position 21.

### Auf die Nationenwertung
Die Schweiz kam bei den Herren dank starker Einzelleistungen auf die historische Anzahl von sechs Startplätzen, Finnland behauptete mit 16 Punkten Vorsprung auf Slowenien den zehnten Rang und damit fünf Startplätze. Im Damenfeld tauschten Italien und Tschechien die Startplatzanzahl.
| Rang | Name        | Punkte | Siege |
| ---- | ----------- | ------ | ----- |
| 01   | Norwegen    | 8993   | 19    |
| 02   | Frankreich  | 7977   | 3     |
| 03   | Deutschland | 7813   | 1     |
| 04   | Schweden    | 7399   | 1     |
| 05   | Schweiz     | 6345   | 0     |
| 09   | Tschechien  | 6278   | 0     |
| 07   | Österreich  | 6219   | 0     |
| 05   | Italien     | 6168   | 0     |
| 06   | Ukraine     | 6005   | 0     |
| 10   | Finnland    | 5844   | 0     |

| Rang | Name        | Punkte | Siege |
| ---- | ----------- | ------ | ----- |
| 01   | Frankreich  | 8128   | 4     |
| 02   | Schweden    | 7884   | 5     |
| 03   | Norwegen    | 7859   | 7     |
| 04   | Deutschland | 7833   | 3     |
| 05   | Italien     | 7575   | 4     |
| 06   | Schweiz     | 6738   | 0     |
| 07   | Österreich  | 6648   | 1     |
| 08   | Tschechien  | 6350   | 0     |
| 09   | Finnland    | 5691   | 0     |
| 10   | Ukraine     | 5399   | 0     |

### Auf die U-25-Wertung
Für den jeweils besten Athleten unter 25 Jahren vergibt die IBU während und nach der Saison ein blaues Trikot.
| Rang | Name                 | Punkte | Siege | Position im Gesamtweltcup |
| ---- | -------------------- | ------ | ----- | ------------------------- |
| 01   | Niklas Hartweg       | 608    | 0     | 11                        |
| 02   | Tommaso Giacomel     | 592    | 0     | 12                        |
| 03   | Sebastian Stalder    | 426    | 0     | 17                        |
| 04   | Filip Fjeld Andersen | 324    | 0     | 25                        |
| 05   | Éric Perrot          | 189    | 0     | 34                        |
| 06   | Adam Runnalls        | 109    | 0     | 38                        |
| 07   | Toni Vidmar          | 95     | 0     | 40                        |
| 08   | Tuomas Harjula       | 94     | 0     | 41                        |
| 09   | Jakub Štvrtecký      | 86     | 0     | 44                        |
| 10   | Didier Bionaz        | 78     | 0     | 46                        |

| Rang | Name               | Punkte | Siege | Position im Gesamtweltcup |
| ---- | ------------------ | ------ | ----- | ------------------------- |
| 01   | Elvira Öberg       | 764    | 3     | 5                         |
| 02   | Lou Jeanmonnot     | 593    | 0     | 11                        |
| 03   | Sophie Chauveau    | 321    | 0     | 21                        |
| 04   | Anna Gandler       | 177    | 0     | 32                        |
| 05   | Amy Baserga        | 157    | 0     | 35                        |
| 06   | Samuela Comola     | 138    | 0     | 37                        |
| 07   | Rebecca Passler    | 133    | 0     | 39                        |
| 08   | Tereza Voborníková | 109    | 0     | 43                        |
| 09   | Milena Todorowa    | 80     | 0     | 52                        |
| 10   | Anna Juppe         | 62     | 0     | 56                        |

## Debütanten
Folgende Athleten nahmen zum ersten Mal an einem Biathlon-Weltcup teil. Dabei kann es sich sowohl um Individualrennen, als auch um Staffelrennen handeln.
| Männer           | Frauen                   |
| ---------------- | ------------------------ |
| Einar Hedegart   | Selina Grotian           |
| Henning Sjökvist | Lisa Spark               |
|                  | Noora Kaisa Keränen      |
|                  | Sonja Leinamo            |
|                  | Gilonne Guigonnat        |
|                  | Marthe Kråkstad Johansen |